# 喜代村
株式会社喜代村（きよむら）は、東京都中央区築地に本社を置く、「すしざんまい」を関東地方を中心に2024年7月現在48店舗 展開する寿司チェーン店である。

## 概説
1979年（昭和54年）9月に創業。1985年（昭和60年）10月に法人化して、株式会社喜代村設立。
創業当時は弁当の販売店を経営していた。1996年に漬物も製造販売するようになる。
すしざんまいは、2001年（平成13年）4月18日に、築地に第1号店がオープン。以後、東京都内を中心にヨドバシカメラマルチメディアAkibaに回転寿司店（現在は回転寿司ではない寿司店）を持つなどして急成長した。東京以外では、福岡県（中洲、博多、天神）3店舗、北海道（すすきの）、神奈川県（横浜西口、川崎）2店舗、宮城県（仙台一番町）、栃木県（宇都宮駅）、大阪府（戎橋）、愛知県（名古屋錦）、熊本県（下通り）、京都府（京都河原町）、広島県（S広島）に1店舗ずつがある。
なお、マレーシアなどにおいて、「Sushi Zanmai」の名称で寿司屋を展開しているダイショージャパンとは無関係である。

## 展開店舗
- 喜よ寿司
- すしざんまい
- 廻るすしざんまい
- どんぶりすしざんまい
- すしざんまい得得
- まぐろざんまい
- 喜代村フィッシュマーケット（鮮魚店）
- コンビニエンスストア
- 弁当販売店
- 実来ざんまい

## 初競り
2012年以降、毎年1月5日に築地市場→豊洲市場で行われる初競りにおいてクロマグロを最高値で落札しており（2018年、2021年は除く）、報道などでも取り上げられている。過去最高値は、2019年の3億3,360万円（278キロ、1キロあたり120万円）。
2012年は国産クロマグロの「初競り」で史上最高（当時）の5,649万円（1キロあたり21万円）で競り落とした。
2013年の初競りでは青森・大間産クロマグロ（大間まぐろ）を、史上最高（当時）の1億5540万円（1キロあたり70万円）で競り落とした。
2014年の初競りでは、過去2年間に競り合った相手が最高値入札に加わらなかったため、喜代村が最高値で競り落としたものの736万円（1キロあたり3万2000円）での落札となった。なお、この年はキロあたりで最高値となるクロマグロ（168キロ672万円、1キロあたり4万円）も喜代村が競り落としている。
2015年はこれまでで最も安い451万円(180.4キロ、1キロあたり2万5000円)で競り落とし、4年連続で初競りを制した。
2016年は1,400万円（200キロ、1キロあたり7万円）で競り落とし、5年連続で初競りを制した。
2017年は7,420万円（212キロ、1キロあたり35万円）で競り落とし、元気寿司と築地すし好との三つ巴の競り合いを制した。1キロ単価は前年の5倍となり、2013年以来の高値となった。
2018年は都内の仲卸業者「やま幸」が3645万円（405キロ、1キロあたり9万円）で築地市場で行われた最後のクロマグロの初競りを制し、喜代村は初競り7連覇を逃したものの、1キロあたり16万円の、キロ単価が最も高いマグロを落札した。
2019年は史上最高値となる3億3,360万円（278キロ、1キロあたり120万円）で競り落とし、豊洲市場で初めて行われたクロマグロの初競りを制した。寿司に換算すると1貫平均2万4千円程になる高値だったが、中トロ1貫321円など通常の価格で振る舞った。
2020年は前年に次ぐ高値の1億9320万円（276キロ、1キロあたり70万円）で競り落とし、令和となって最初の初競りを制した。
2021年は新型コロナウイルスの影響を理由に落札を断念し、年始恒例のマグロ解体ショーも行わなかった。一番マグロは仲卸の「やま幸」が2084万円で落札した。
この年を持ち、木村清社長は、一番マグロへの競りに参加しないことを表明している。
2022年は、前出の通り一番マグロの競りに参加せず、二番目に高値で取引された「二番マグロ」（大間産・173キロ）を、1,038万円で落札している。

## ソマリア海賊問題への取り組み
かつて、「社長の木村がソマリア沖の海賊に直接会いに行き、彼らにマグロ漁の仕方を教えて漁用の船舶とマグロを保存しておく冷凍倉庫も用意した結果、2010年以降ソマリア沖の海賊の被害が急減した」 というフェイクニュースが流れたことがあった。実際は、ソマリアの海賊らしき人への船体の提供などの支援のみにとどまっている。

## テレビ番組
- 日経スペシャル ガイアの夜明け マグロを確保せよ! ～価格高騰で食卓ピンチ～（2006年10月3日、テレビ東京）[18] - マグロの獲得最前線を取材。
- 日経スペシャル カンブリア宮殿 逆境を乗り越えるのは行動力だ!（2009年11月2日、テレビ東京）[19]

## 書籍

### 関連書籍
- 『マグロ大王 木村清 ダメだと思った時が夜明け前』（著者:木村清）（2016年4月1日、講談社）ISBN 9784062194655